# Dieter Natusch
Dieter Natusch (* 21. November 1937) ist ein ehemaliger deutscher Fußballspieler, der von 1957 bis 1962 für den SC Aktivist Brieske-Senftenberg und den SC Einheit Dresden in der DDR-Oberliga, der höchsten Spielklasse im DDR-Fußball, aktiv war.

## Sportliche Laufbahn
Als 19-Jähriger bestritt Dieter Natusch 1957 (Kalenderjahrsaison) seine ersten Spiele in der DDR-Oberliga. In den 26 Punktspielen setzte der SC Aktivist Brieske-Senftenberg den jungen Stürmer in zwölf Begegnungen ein, in denen Natusch zwei Tore schoss. In den Spielzeiten 1958 und 1959 gehörte er mit jeweils 23 Oberligaeinsätzen und vier bzw. zwei Toren bereits zur Stammelf des SC Aktivist. 1960 fiel Natusch nach dem 16. Spieltag für den Rest der Saison aus, sodass er nur auf 15 Oberligaeinsätze kam und ohne Torerfolg blieb.
Zur Saison 1961/62 (Rückkehr zum Sommer-Frühjahr-Spielrhythmus) wechselte Natusch zum Oberligisten SC Einheit Dresden. Wegen der Saisonumstellung mussten 39 Punktspiele ausgetragen werden, von denen Natusch nur 27 Partien absolvierte, da er gegen Saisonende erneut für mehrere Spieltage ausfiel. Mit vier Treffern meldete er sich aber wieder als Torschütze zurück. Am Saisonende stand Einheit Dresden als Absteiger fest und spielte danach nur noch in der zweitklassigen DDR-Liga. Dort bestritt Natusch noch drei Spielzeiten für den Sportclub und kam in den in dieser Zeit ausgetragenen 86 Ligaspielen auf 74 Einsätze, in denen er nur noch insgesamt vier Tore erzielte.
Im Sommer 1965 kehrte Natusch in die Lausitz zurück und schloss sich mit Beginn der Saison 1965/66 der in Hoyerswerda beheimateten Betriebssportgemeinschaft (BSG) Schwarze Pumpe an, die ebenfalls in der DDR-Liga vertreten war. Dort spielte er jedoch nur eine Saison lang, in der er von den 30 Ligaspielen nur in 17 Spielen aufgeboten wurde und auch nur ein Tor erzielte. In der Saison 1966/67 bestritt er noch ein DDR-Liga-Spiel für die FSVgg Lokomotive Dresden, dem Nachfolger der Fußballsektion des SC Einheit. Als knapp 30-Jähriger beendete Dieter Natusch danach seine Laufbahn als Leistungssportler. Innerhalb von elf Jahren hatte er 100-mal in der Oberliga gespielt und zwölf Tore erzielt. In der DDR-Liga war er in 92 Spielen angetreten und war auf fünf Tore gekommen.